# Sociedad Nacionalsocialista

Bandera alterna usada por el grupo

La Sociedad Nacionalsocialista (NSO; en ruso: Национал-социалистическое общество; НСО; Natsional-sotsialisticheskoye obshchestvo, NSO) era una organización neonazi rusa de ultraderecha fundada en 2004 por Dmitry Rumyantsev y Sergei "Maluta" Korotkikh  (en ruso: Сергей Аркадьевич Коротких," Mалюта "," Боцман "). La Sociedad Nacionalsocialista proclamó la tarea de la construcción del estado nacional ruso sobre la base de la ideología nazi, eliminando cualquier "amenaza para la patria".

## Controversias
En julio de 2011, 13 miembros de la organización fueron declarados culpables de cometer 28 asesinatos racistas y más de 50 ataques contra no rusos y miembros de la Comunidad LGBT en Moscú.

## Historia
Formado por el grupo de iniciativa de los nacionalsocialistas rusos el 12 de enero de 2004.
Representantes de la OSN participaron en las elecciones a la cabeza de uno de los distritos de la región de Moscú con consignas radicales,Además, uno de los representantes de la OSN participó en las elecciones parciales a la Duma Estatal de la Federación de Rusia, pero luego retiró su candidatura a favor del coronel Kvachkov.
Para difundir la ideología nacionalsocialista, la OSN realizó piquetes y mítines, distribuyó materiales de campaña, realizó propaganda en Internet a través del sitio web oficial y muchas cuentas en las redes sociales. En el período de 2004 a 2006, la NSO publicó el periódico " Korpus ", que fue cerrado por un tribunal en 2008 por publicar material extremista, y en febrero de 2007 publicó una revista con el mismo nombre.
Uno de los aspectos más atractivos de la OSN fue la organización del proceso de entrenamiento con elementos de trabajo militar-deportivo, así como propaganda, que distinguió favorablemente a la organización de las tradicionales organizaciones nacional-patrióticas de tipo marginal.
En la primavera de 2006, un grupo de cabezas rapadas NS "Format-18" se unió a la NSO,   Los miembros de "Format-18" nunca han sido miembros de la NSO, pero la estrecha relación entre el líder del grupo "Format-18" Maxim Martsinkevich y uno de los miembros del Consejo Político de la NSO Sergei Korotkikh (Malyuta) creó la impresión entre los observadores externos de que el grupo "Formato-18" es una unidad estructural compuesta de la OSN. En septiembre de 2007, cuando la Conferencia Interregional Especial de la NSO expulsó a Sergei Korotkikh de la NSO "por causar daño a la organización", el grupo Format 18 inició una guerra de información activa contra la NSO. Pronto Korotkikh anunció la creación de una célula autónoma NSO-Varyag. Sin embargo, a finales de 2007, esta celda no mostraba signos de vida.
El 30 de abril de 2008, Dmitry Rumyantsev, miembro del Consejo Político de la NSO (el hermano menor del político Oleg Rumyantsev ), detuvo su participación en las actividades de la organización  . Después de eso, la organización dejó de estar activa. Sobre la base de una de las células de la organización de Moscú de la NSO, se creó una pandilla (recibió en los medios de comunicación por el nombre de la célula en sí el apodo "NSO-Norte", que es erróneo, ya que la pandilla incluía no solo Miembros de la NSO), que estaba encabezada por un miembro del Consejo Político de la NSO, Maxim Bazylev, apodado Adolf y Lev Molotkov, que dirigía la rama de Moscú de la NSO-Norte.
El 1 de febrero de 2010, el Tribunal Supremo de la Federación de Rusia, a solicitud de la Fiscalía General de la Federación de Rusia, prohibió las actividades de la OSN en el territorio de la Federación de Rusia, reconociéndola como una organización extremista.

## En la cultura popular
1. "From Russia with hate"[6] Episodio de televisión T1.E6 de Christof Putzel
2. "Ross Kemp on Gangs. Moscow"[7] Documental para la TV por Ross Kemp
3. "Credit for Murder"[8] Documental por Vlady Antonevicz